# Тумшук
Тумшук (кит. спр. 图木舒克市, піньїнь: Túmùshūkè Shì, трансліт. Tumxuk, Tumshuq) — місто-повіт в китайській автономії Сіньцзян; складається з кількох віддалених частин — анклавів префектури Кашгар, до складу якої не входить; де-факто знаходиться під управлінням Сіньцзянського корпусу виробництва і будівництва. 

## Географія
Тумшук розташовується на південному заході провінції у пустелі Такла-Макан.

### Клімат
Місто знаходиться у зоні, котра характеризується кліматом пустель помірного поясу. Найтепліший місяць — липень із середньою температурою 27 °C. Найхолодніший місяць — січень, із середньою температурою -7 °С.
| Клімат Тумшук                 | Клімат Тумшук | Клімат Тумшук | Клімат Тумшук | Клімат Тумшук | Клімат Тумшук | Клімат Тумшук | Клімат Тумшук | Клімат Тумшук | Клімат Тумшук | Клімат Тумшук | Клімат Тумшук | Клімат Тумшук | Клімат Тумшук |
| Показник                      | Січ.          | Лют.          | Бер.          | Квіт.         | Трав.         | Черв.         | Лип.          | Серп.         | Вер.          | Жовт.         | Лист.         | Груд.         | Рік           |
| Середній максимум, °C         | −3            | 3             | 12            | 20            | 25            | 29            | 31            | 30            | 24            | 16            | 6             | −1            | 16            |
| Середня температура, °C       | −7            | −1            | 8             | 16            | 21            | 25            | 27            | 26            | 20            | 12            | 3             | −4            | 12,2          |
| Середній мінімум, °C          | −11           | −5            | 4             | 12            | 17            | 21            | 23            | 22            | 17            | 8             | −1            | −8            | 8,3           |
| Норма опадів, мм              | 2.8           | 5.9           | 6.4           | 24.6          | 38            | 68.9          | 53            | 54.9          | 30.7          | 7.6           | 3.5           | 1.4           | 297.7         |
| Днів з опадами                | 3             | 3             | 1             | 1             | 2             | 2             | 2             | 2             | 1             | 0             | 1             | 2             | 20            |
| Вологість повітря, %          | 60            | 53            | 33            | 27            | 25            | 27            | 27            | 28            | 30            | 31            | 43            | 55            | 36.6          |
| ----------------------------- | ------------- | ------------- | ------------- | ------------- | ------------- | ------------- | ------------- | ------------- | ------------- | ------------- | ------------- | ------------- | ------------- |
| Джерело: World Weather Online |               |               |               |               |               |               |               |               |               |               |               |               |               |